# Verein für Leibesübungen Bochum 1848 1992-1993
Questa voce raccoglie le informazioni riguardanti il Verein für Leibesübungen Bochum 1848 nelle competizioni ufficiali della stagione 1992-1993.

## Stagione
Nella stagione 1992-1993 il Bochum, allenato da Holger Osieck e Jürgen Gelsdorf, concluse il campionato di Bundesliga al 16º posto. In Coppa di Germania il Bochum fu eliminato al secondo turno dall'Hannover 96.

## Rosa
| N. |                        | Ruolo | Calciatore         |
| -- | ---------------------- | ----- | ------------------ |
| 6  | Germania (bandiera)    | C     | Peter Peschel      |
| 12 | Germania (bandiera)    | D     | Christian Herrmann |
| 23 | Germania (bandiera)    | A     | Holger Aden        |
|    | Germania (bandiera)    | P     | Andreas Wessels    |
|    | Germania (bandiera)    | P     | Ralf Zumdick       |
|    | Germania (bandiera)    | D     | Sven Christians    |
|    | Germania (bandiera)    | D     | Olaf Dressel       |
|    | Francia (bandiera)     | D     | Patrick Guillou    |
|    | Germania (bandiera)    | D     | Thomas Kempe       |
|    | Paesi Bassi (bandiera) | D     | Rob Reekers        |
|    | Germania (bandiera)    | D     | Peter Zanter       |
|    | Germania (bandiera)    | C     | Frank Benatelli    |
|    | Germania (bandiera)    | C     | Heiko Bonan        |

| N. |                          | Ruolo | Calciatore        |
| -- | ------------------------ | ----- | ----------------- |
|    | Germania (bandiera)      | C     | Dirk Eitzert      |
|    | Germania (bandiera)      | C     | Frank Heinemann   |
|    | Germania (bandiera)      | C     | Dirk Helmig       |
|    | Germania (bandiera)      | C     | Michael Rzehaczek |
|    | Germania (bandiera)      | C     | Jörg Schwanke     |
|    | Germania (bandiera)      | C     | Uwe Wegmann       |
|    | Germania (bandiera)      | C     | Dariusz Wosz      |
|    | Corea del Sud (bandiera) | A     | Kim Joo-sung      |
|    | Germania (bandiera)      | A     | Michael Klauß     |
|    | Ucraina (bandiera)       | A     | Vladimir Lyutiy   |
|    | Germania (bandiera)      | A     | Rocco Milde       |
|    | Grecia (bandiera)        | A     | Dimitrios Moutas  |

## Organigramma societario
Area tecnica
- Allenatore: Jürgen Gelsdorf
- Allenatore in seconda:
- Preparatore dei portieri:
- Preparatori atletici:

## Calciomercato

### Sessione estiva
| Acquisti | Acquisti         | Acquisti          | Acquisti |
| R.       | Nome             | da                | Modalità |
| -------- | ---------------- | ----------------- | -------- |
| D        | Sven Christians  | Wuppertal         |          |
| A        | Michael Klauß    | St. Pauli         |          |
| A        | Vladimir Lyutiy  | Duisburg          |          |
| A        | Dimitrios Moutas | Kickers Stoccarda |          |

| Cessioni | Cessioni          | Cessioni          | Cessioni |
| R.       | Nome              | a                 | Modalità |
| -------- | ----------------- | ----------------- | -------- |
| A        | Thomas Epp        | Kickers Stoccarda |          |
| A        | Ivo Knoflíček     | Vorwärts Steyr    |          |
| D        | Oti               | Realejos          |          |
| C        | Thorsten Schmugge | Wuppertal         |          |

### Sessione invernale
| Acquisti | Acquisti    | Acquisti               | Acquisti |
| R.       | Nome        | da                     | Modalità |
| -------- | ----------- | ---------------------- | -------- |
| A        | Holger Aden | Eintracht Braunschweig |          |

| Cessioni | Cessioni   | Cessioni               | Cessioni |
| R.       | Nome       | a                      | Modalità |
| -------- | ---------- | ---------------------- | -------- |
| A        | Frank Türr | Eintracht Braunschweig |          |

## Risultati

### Bundesliga

#### Girone di andata
| Arbitro: | Scheuerer |

|                  |           |                   |
| Wegmann 16’, 26’ | Marcatori | 45’ Zorc 49’ Mill |

| Arbitro: | Malbranc |

|                  |           |            |
| Kempe 33’ (aut.) | Marcatori | 4’ Reekers |

| Arbitro: | Strampe |

|                                                  |           |  |
| Heinemann 43’ (rig.) Moutas 54’, 76’ Wegmann 69’ | Marcatori |  |

| Arbitro: | Fröhlich |

|                                             |           |              |
| Schwanke 15’ (aut.) Votava 18’ Bratseth 39’ | Marcatori | 44’ Herrmann |

| Bochum 2 settembre 1992, ore 20:00 CEST 5ª giornata | Bochum    | 0 – 0 referto | Stoccarda | Ruhrstadion (15 000 spett.)\| Arbitro: \| Heynemann \| |
| Arbitro:                                            | Heynemann |               |           |                                                        |

| Arbitro: | Stenzel |

|                   |           |            |
| Eckstein 49’, 66’ | Marcatori | 78’ Moutas |

| Arbitro: | Steinborn |

|                      |           |                      |
| Wegmann 1’ Bonan 53’ | Marcatori | 37’ Nehl 43’ Fischer |

| Arbitro: | Dellwing |

|           |           |  |
| Krieg 30’ | Marcatori |  |

| Arbitro: | Boos |

|                         |           |  |
| Hartmann 15’ Bester 89’ | Marcatori |  |

| Arbitro: | Theobald |

|  |           |                 |
|  | Marcatori | 33’ Christensen |

| Arbitro: | Dardenne |

|                       |           |            |
| Bremser 42’ Posch 66’ | Marcatori | 6’ Dressel |

| Arbitro: | Kiefer |

|             |           |                                           |
| Wegmann 35’ | Marcatori | 59’ Lieberknecht 75’ Goldbæk 77’ Witeczek |

| Arbitro: | Osmers |

|                                             |           |             |
| Bein 10’ (rig.) Yeboah 68’, 74’ Schmitt 87’ | Marcatori | 25’ Wegmann |

| Arbitro: | Albrecht |

|                         |           |                 |
| Reekers 52’ Dressel 90’ | Marcatori | 18’, 34’ Stević |

| Arbitro: | Schmidhuber |

|             |           |  |
| Greiner 25’ | Marcatori |  |

| Arbitro: | Wippermann |

|                 |           |                           |
| Wegmann 1’, 71’ | Marcatori | 47’ Labbadia 89’ Matthäus |

| Arbitro: | Strigel |

|               |           |  |
| Sané 22’, 39’ | Marcatori |  |

#### Girone di ritorno
| Arbitro: | Dardenne |

|            |           |  |
| Sammer 72’ | Marcatori |  |

| Arbitro: | Fux |

|                       |           |         |
| Wosz 17’ Herrmann 60’ | Marcatori | 86’ Max |

| Arbitro: | Best |

|            |           |               |
| Kristl 50’ | Marcatori | 4’ Christians |

| Arbitro: | Ziller |

|                                    |           |  |
| Heinemann 9’ (rig.) Christians 44’ | Marcatori |  |

| Arbitro: | Berg |

|                                          |           |           |
| Kögl 5’ Walter 32’ Buchwald 60’ Knup 77’ | Marcatori | 89’ Klauß |

| Arbitro: | Merk |

|                                        |           |  |
| Wegmann 16’ Herrmann 29’ Aden 36’, 76’ | Marcatori |  |

| Arbitro: | Prengel |

|                                   |           |              |
| Klauß 50’ (aut.) Kirsten 52’, 87’ | Marcatori | 17’ Schwanke |

| Arbitro: | Harder |

|              |           |                 |
| Aden 8’, 24’ | Marcatori | 9’, 20’ Nowotny |

| Arbitro: | Theobald |

|          |           |                       |
| Aden 61’ | Marcatori | 38’ Furtok 53’ Lečkov |

| Arbitro: | Gläser |

|  |           |                           |
|  | Marcatori | 23’, 31’ Aden 83’ Wegmann |

| Arbitro: | Strampe |

|                                             |           |           |
| Kempe 12’ Aden 66’ Christians 81’ Bonan 84’ | Marcatori | 2’ Rahner |

| Arbitro: | Osmers |

|                               |           |             |
| Marin 17’ Vogel 28’ Kuntz 43’ | Marcatori | 65’ Wegmann |

| Arbitro: | Dellwing |

|             |           |  |
| Wegmann 56’ | Marcatori |  |

| Dresda 15 maggio 1993, ore 15:30 CEST 31ª giornata | Dinamo Dresda | 0 – 0 referto | Bochum | Rudolf-Harbig-Stadion (16 700 spett.)\| Arbitro: \| Wiesel \| |
| Arbitro:                                           | Wiesel        |               |        |                                                               |

| Bochum 22 maggio 1993, ore 15:30 CEST 32ª giornata | Bochum      | 0 – 0 referto | Colonia | Ruhrstadion (41 021 spett.)\| Arbitro: \| Schmidhuber \| |
| Arbitro:                                           | Schmidhuber |               |         |                                                          |

| Arbitro: | Berg |

|                                   |           |          |
| Scholl 29’ Ziege 32’ Matthäus 43’ | Marcatori | 74’ Wosz |

| Arbitro: | Aust |

|                               |           |                |
| Wegmann 19’ Wosz 45’ Aden 53’ | Marcatori | 64’ Tschiskale |

### Coppa di Germania
| Arbitro: | Wolf |

|  |           |                        |
|  | Marcatori | 4’ Moutas 70’ Schwanke |

| Arbitro: | Haupt |

|             |           |                         |
| Wegmann 34’ | Marcatori | 58’ Raičković 85’ Groth |

## Statistiche

### Statistiche di squadra
| Competizione      | Punti | In casa | In casa | In casa | In casa | In casa | In casa | In trasferta | In trasferta | In trasferta | In trasferta | In trasferta | In trasferta | Totale | Totale | Totale | Totale | Totale | Totale | DR |
| Competizione      | Punti | G       | V       | N       | P       | Gf      | Gs      | G            | V            | N            | P            | Gf           | Gs           | G      | V      | N      | P      | Gf     | Gs     | DR |
| ----------------- | ----- | ------- | ------- | ------- | ------- | ------- | ------- | ------------ | ------------ | ------------ | ------------ | ------------ | ------------ | ------ | ------ | ------ | ------ | ------ | ------ | -- |
| Bundesliga        | 26    | 17      | 7       | 7       | 3       | 32      | 19      | 17           | 1            | 3            | 13           | 13           | 33           | 34     | 8      | 10     | 16     | 45     | 52     | -7 |
| Coppa di Germania | -     | 1       | 0       | 0       | 1       | 1       | 2       | 1            | 1            | 0            | 0            | 2            | 0            | 2      | 1      | 0      | 1      | 3      | 2      | +1 |
| Totale            | 26    | 18      | 7       | 7       | 4       | 33      | 21      | 18           | 2            | 3            | 13           | 15           | 33           | 36     | 9      | 10     | 17     | 48     | 54     | -6 |

### Andamento in campionato
| Giornata  | 1 | 2 | 3 | 4 | 5 | 6  | 7  | 8  | 9  | 10 | 11 | 12 | 13 | 14 | 15 | 16 | 17 | 18 | 19 | 20 | 21 | 22 | 23 | 24 | 25 | 26 | 27 | 28 | 29 | 30 | 31 | 32 | 33 | 34 |
| --------- | - | - | - | - | - | -- | -- | -- | -- | -- | -- | -- | -- | -- | -- | -- | -- | -- | -- | -- | -- | -- | -- | -- | -- | -- | -- | -- | -- | -- | -- | -- | -- | -- |
| Luogo     | C | T | C | T | C | T  | C  | T  | T  | C  | T  | C  | T  | C  | T  | C  | T  | T  | C  | T  | C  | T  | C  | T  | C  | C  | T  | C  | T  | C  | T  | C  | T  | C  |
| Risultato | N | N | V | P | N | P  | N  | P  | P  | P  | P  | P  | P  | N  | P  | N  | P  | P  | V  | N  | V  | P  | V  | P  | N  | P  | V  | V  | P  | V  | N  | N  | P  | V  |
| Posizione | 5 | 8 | 2 | 8 | 8 | 10 | 12 | 13 | 16 | 17 | 18 | 18 | 18 | 18 | 18 | 18 | 18 | 18 | 18 | 18 | 17 | 17 | 17 | 17 | 18 | 18 | 17 | 16 | 17 | 16 | 16 | 16 | 16 | 16 |

Legenda:

Luogo: C = Casa; T = Trasferta. Risultato: V = Vittoria; N = Pareggio; P = Sconfitta.

### Statistiche dei giocatori
| Giocatore     | Bundesliga | Bundesliga | Bundesliga  | Bundesliga | Coppa di Germania | Coppa di Germania | Coppa di Germania | Coppa di Germania | Totale   | Totale | Totale      | Totale     |
| Giocatore     | Presenze   | Reti       | Ammonizioni | Espulsioni | Presenze          | Reti              | Ammonizioni       | Espulsioni        | Presenze | Reti   | Ammonizioni | Espulsioni |
| ------------- | ---------- | ---------- | ----------- | ---------- | ----------------- | ----------------- | ----------------- | ----------------- | -------- | ------ | ----------- | ---------- |
| H. Aden       | 18         | 9          | 3           | 0          | 0                 | 0                 | 0                 | 0                 | 18       | 9      | 3           | 0          |
| F. Benatelli  | 0          | 0          | 0           | 0          | 0                 | 0                 | 0                 | 0                 | 0        | 0      | 0           | 0          |
| H. Bonan      | 31         | 2          | 5           | 1          | 2                 | 0                 | 1                 | 0                 | 33       | 2      | 6           | 1          |
| S. Christians | 25         | 3          | 7           | 0          | 1                 | 0                 | 1                 | 0                 | 26       | 3      | 8           | 0          |
| O. Dressel    | 17         | 2          | 5           | 0          | 2                 | 0                 | 0                 | 0                 | 19       | 2      | 5           | 0          |
| D. Eitzert    | 8          | 0          | 1           | 0          | 0                 | 0                 | 0                 | 0                 | 8        | 0      | 1           | 0          |
| P. Guillou    | 5          | 0          | 0           | 0          | 0                 | 0                 | 0                 | 0                 | 5        | 0      | 0           | 0          |
| F. Heinemann  | 32         | 2          | 9           | 0          | 2                 | 0                 | 0                 | 0                 | 34       | 2      | 9           | 0          |
| D. Helmig     | 0          | 0          | 0           | 0          | 0                 | 0                 | 0                 | 0                 | 0        | 0      | 0           | 0          |
| C. Herrmann   | 32         | 3          | 7           | 0          | 2                 | 0                 | 2                 | 0                 | 34       | 3      | 9           | 0          |
| T. Kempe      | 32         | 1          | 12          | 0          | 1                 | 0                 | 0                 | 0                 | 33       | 1      | 12          | 0          |
| J. Kim        | 13         | 0          | 1           | 1          | 0                 | 0                 | 0                 | 0                 | 13       | 0      | 1           | 1          |
| M. Klauß      | 10         | 1          | 2           | 0          | 1                 | 0                 | 0                 | 0                 | 11       | 1      | 2           | 0          |
| V. Lyutiy     | 3          | 0          | 0           | 0          | 0                 | 0                 | 0                 | 0                 | 3        | 0      | 0           | 0          |
| R. Milde      | 14         | 0          | 3           | 0          | 1                 | 0                 | 0                 | 0                 | 15       | 0      | 3           | 0          |
| D. Moutas     | 15         | 3          | 0           | 0          | 2                 | 1                 | 1                 | 0                 | 17       | 4      | 1           | 0          |
| P. Peschel    | 7          | 0          | 1           | 1          | 1                 | 0                 | 0                 | 0                 | 8        | 0      | 1           | 1          |
| R. Reekers    | 34         | 2          | 7           | 0          | 1                 | 0                 | 1                 | 0                 | 35       | 2      | 8           | 0          |
| M. Rzehaczek  | 8          | 0          | 1           | 0          | 1                 | 0                 | 0                 | 0                 | 9        | 0      | 1           | 0          |
| J. Schwanke   | 28         | 1          | 10          | 0          | 2                 | 1                 | 1                 | 0                 | 30       | 2      | 11          | 0          |
| F. Türr       | 5          | 0          | 0           | 0          | 2                 | 0                 | 0                 | 0                 | 7        | 0      | 0           | 0          |
| U. Wegmann    | 33         | 13         | 11          | 0          | 1                 | 1                 | 0                 | 0                 | 34       | 14     | 11          | 0          |
| A. Wessels    | 15         | 0          | 1           | 0          | 2                 | 0                 | 0                 | 0                 | 17       | 0      | 1           | 0          |
| D. Wosz       | 33         | 3          | 9           | 0          | 2                 | 0                 | 2                 | 0                 | 35       | 3      | 11          | 0          |
| P. Zanter     | 0          | 0          | 0           | 0          | 0                 | 0                 | 0                 | 0                 | 0        | 0      | 0           | 0          |
| R. Zumdick    | 19         | 0          | 1           | 0          | 0                 | 0                 | 0                 | 0                 | 19       | 0      | 1           | 0          |